# Trường Trung học cơ sở – Trung học phổ thông Nguyễn Khuyến, Đà Nẵng
Trường Trung học cơ sở – Trung học phổ thông Nguyễn Khuyến là một trường liên cấp trung học cơ sở và trung học phổ thông tại Đà Nẵng. Đây từng là trường trung học cơ sở chuyên của thành phố này.

## Lịch sử

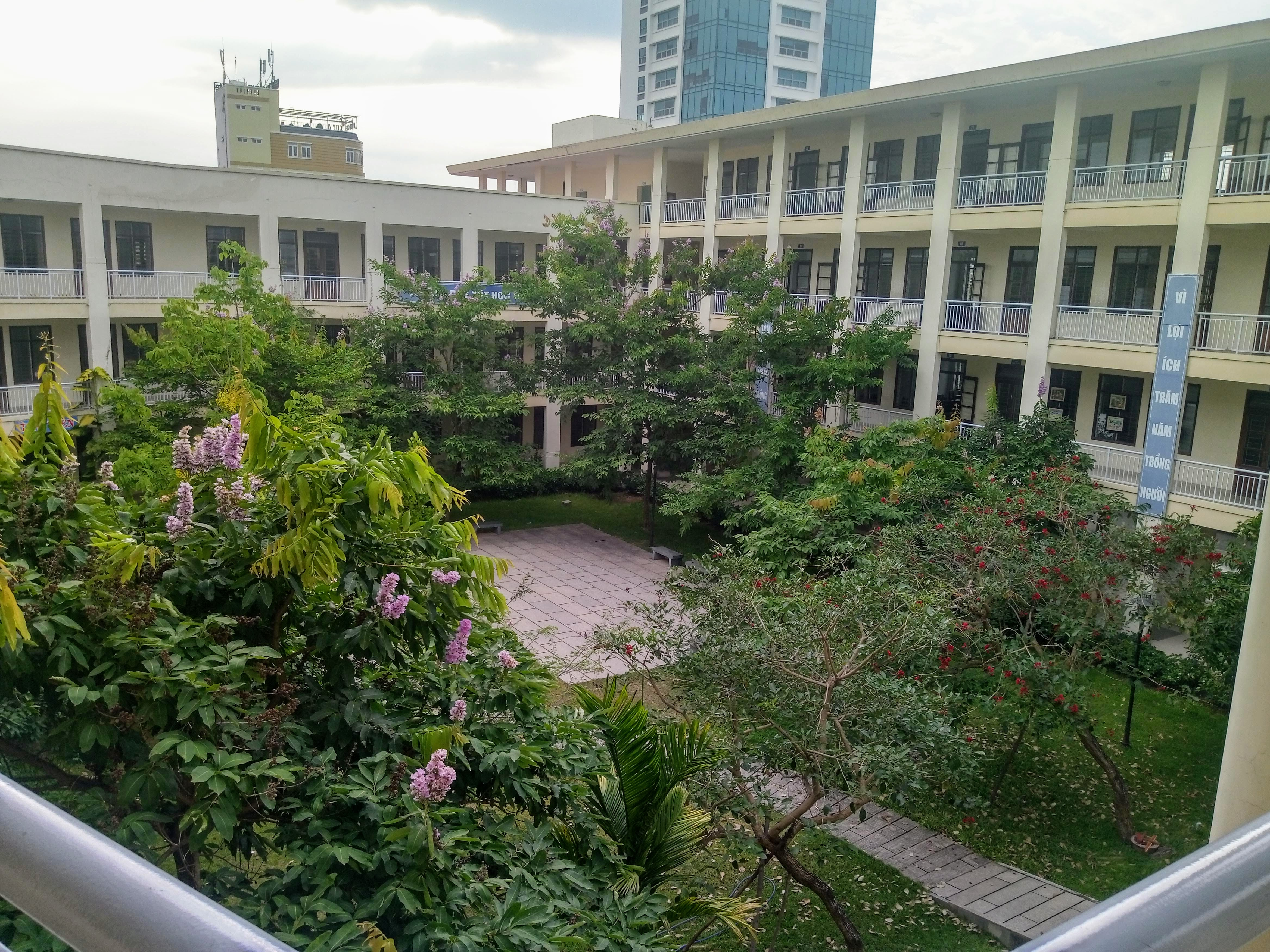
Khuôn viên trường THCS - THPT Nguyễn Khuyến, Đà Nẵng

Ngày 20 tháng 8 năm 1993, Giám đốc Sở Giáo dục và Đào tạo tỉnh Quảng Nam – Đà Nẵng ra quyết định thành lập Trường phổ thông cấp 2 Chuyên Nguyễn Khuyến. Năm học 1994–1995, trường chính thức đi vào hoạt động với 11 lớp từ khối 6 đến khối 9. Thầy giáo Đỗ Văn Tây, nguyên hiệu trưởng trường phổ thông cơ sở Chu Văn An được điều về làm Hiệu trưởng đầu tiên của trường cấp 2 Chuyên Nguyễn Khuyến. Trong khoảng thời gian này, trường chưa có cơ sở chính thức, phải sử dụng nhờ trường trung học cơ sở Kim Đồng. Đến năm học 1995–1996, trường được dời về cơ sở chính thức đầu tiên tại 48 Nguyễn Du.
Năm 1997, Bộ Giáo dục và Đào tạo chỉ đạo xóa bỏ các trường chuyên, lớp chọn bậc Tiểu học và Trung học cơ sở, cùng với sự chia tách tỉnh Quảng Nam và Đà Nẵng, trường được đổi tên thành Trường Trung học cơ sở Nguyễn Khuyến. Mặc dù không còn mang tên trường chuyên, nhưng Nguyễn Khuyến vẫn đóng vai trò là trường trọng điểm và được xem là "trường chuyên cấp 2" của thành phố. Năm 2006, Đà Nẵng đã tổ chức cuộc thi thiết kế trường Nguyễn Khuyến trên tổng diện tích 17.000 mét vuông. Mặc dù đã được triển khai xây dựng từ sớm, nhưng đến năm 2011 trường mới dời về cơ sở mới đóng tại số 2 Đặng Xuân Bảng, quận Cẩm Lệ. Khu vực này vốn là một phần trong khuôn viên "Công viên Thanh niên" của thành phố.
Sau nhiều năm phát triển và mở rộng quy mô, đến năm học 2014–2015, trường Nguyễn Khuyến hoàn thiện về quy mô với tổng cộng 32 lớp học cho 4 khối. Năm 2015, Hội đồng nhân dân thành phố Đà Nẵng chính thức ra thông báo về việc chấm dứt việc tổ chức thi tuyển vào trường trung học cơ sở Nguyễn Khuyến, dựa trên đề nghị của Uỷ ban nhân dân thành phố.
Ngày 23 tháng 5 năm 2017, Ủy ban nhân dân thành phố Đà Nẵng đã công bố Quyết định số 1195/QĐ-UBND về việc thành lập Trường Trung học cơ sở và Trung học phổ thông Nguyễn Khuyến trên cơ sở Trường Trung học cơ sở Nguyễn Khuyến ban đầu.

## Tuyển sinh

### Trước 2015

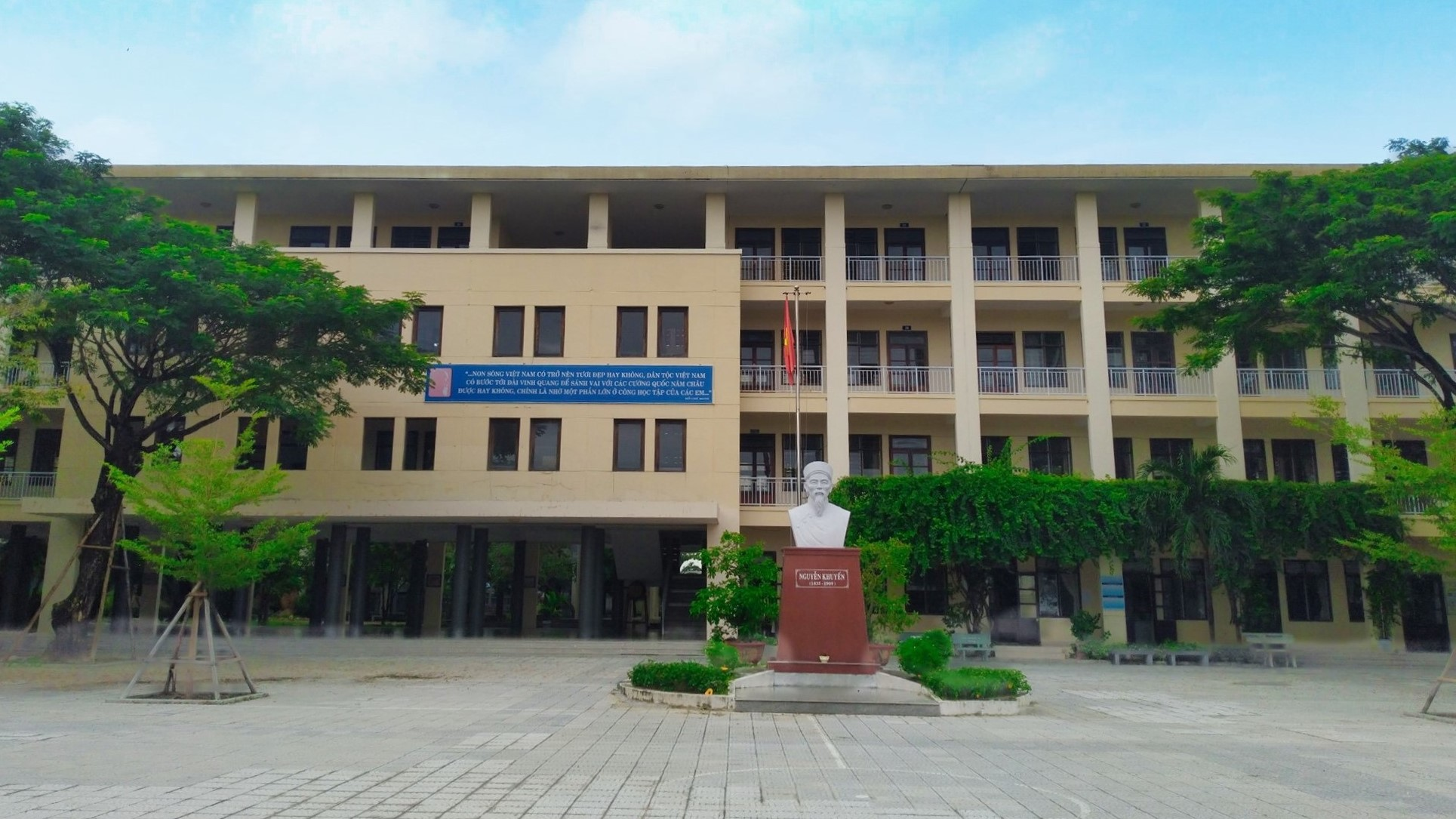
Sân trường, nơi đặt tượng danh nhân Nguyễn Khuyến

Trước năm 2015, Nguyễn Khuyến duy trì xét tuyển sinh đầu vào lớp 6 đặc biệt khác với các trường trung học cơ sở khác ở Đà Nẵng. Ban đầu, hình thức tuyển sinh vào trường là xét tuyển, dựa trên điểm học bạ và thành tích trong kỳ thi Học sinh giỏi cấp thành phố cũng như nhiều cuộc thi khác. Về sau, hình thức tuyển sinh được chuyển thành thi tuyển. Kỳ thi chỉ gồm 2 môn thi là Toán và Tiếng Việt. Điểm xét tuyển sẽ được tính theo công thức: tổng điểm 2 bài thi nhân với hệ số 2, cộng với điểm khuyến khích. Ban đầu, chỉ tiêu tuyển sinh của trường là 200 học sinh vào năm 2005, dần tăng lên 220, rồi 280 học sinh cho mỗi khóa, sau khi thực hiện "Đề án xây dựng Trường THCS Nguyễn Khuyến thành Trường THCS Nguyễn Khuyến chất lượng cao" của thành phố. Trong khi đó, số lượng học sinh nộp hồ sơ vào trường lên đến hơn 1700 đến 1900 mỗi năm.

### Từ 2015 đến 2017
Tháng 11 năm 2014, Bộ Giáo dục và Đào tạo ban hành quyết định không cho phép thi tuyển sinh đầu vào lớp 6, ảnh hưởng trực tiếp đến kỳ thi tuyển sinh của trường. Từ lúc quyết định của Bộ giáo dục được công bố cho đến tháng 4 năm 2015, thành phố Đà Nẵng vẫn chưa có thông báo chính thức về phương thức tuyển sinh, gây hoang mang cho phụ huynh và học sinh. Đến tháng 5, Đà Nẵng chính thức có quyết định hủy bỏ kỳ thi tuyển sinh vào lớp 6 đối với trường Nguyễn Khuyến. Điều này đã gây khó khăn rất lớn cho công tác tuyển sinh khi nhà trường chỉ có thể đáp ứng được chỉ tiêu 280 - 300 học sinh, nhưng lại có đến hơn 2000 hồ sơ đăng ký. Sau nhiều lần thay đổi phương án, Đà Nẵng quyết định giao cho Sở Giáo dục và Đào tạo kết hợp với Ủy ban nhân dân quận Hải Châu và Cẩm Lệ để tuyển các học sinh thuộc địa bàn các phường xung quanh trường. Đồng nghĩa với việc, bắt đầu từ năm 2015, trường Nguyễn Khuyến chính thức kết thúc phương thức tuyển sinh đầu vào lớp 6 bằng hình thức thi tuyển và xét tuyển, thay vào đó là tuyển sinh theo đúng địa bàn cư trú như các trường Trung học cơ sở khác trên địa bàn thành phố Đà Nẵng.

### Sau 2017
Từ năm 2017 đến nay, sau khi trường Nguyễn Khuyến trở thành trường cấp 2–3, việc tuyển sinh đầu vào lớp 10 được tiến hành theo quy định với chỉ tiêu tuyển sinh là 200 học sinh cho 5 lớp. Năm đầu tiên tuyển sinh lớp 10, điểm chuẩn của trường trung học phổ thông Nguyễn Khuyến là 26,25, thấp thứ 2 toàn thành phố Đà Nẵng, cao hơn trường Võ Chí Công với 24,5 điểm. Đến năm 2021, điểm chuẩn của trường đã tăng lên 44,88, chỉ đứng sau các trường cấp 3 trọng điểm của Đà Nẵng là Lê Quý Đôn, Phan Châu Trinh, Hoàng Hoa Thám, Hòa Vang, Trần Phú và Nguyễn Trãi. Năm 2022, chỉ tiêu tuyển sinh của trường tăng lên 264 học sinh, nhưng vẫn thấp nhất trong các trường trung học phổ thông tại Đà Nẵng. Mặc dù không phải trường cấp 3 trọng điểm, nhưng điểm chuẩn đầu vào cấp 3 của Nguyễn Khuyến đã tăng lên 3 điểm so với năm 2021, trở thành trường có điểm chuẩn cao thứ 4 chỉ sau các trường không chuyên trọng điểm là Phan Châu Trinh, Hoàng Hoa Thám và Hòa Vang.

## Thành tích
Nguyễn Khuyến từng là trường cấp 2 trọng điểm của thành phố, có nhiệm vụ đào tạo học sinh giỏi, học sinh năng khiếu phục vụ chiến lược "đào tạo người tài" của thành phố Đà Nẵng. Tại các cuộc thi học sinh giỏi cấp thành phố, Nguyễn Khuyến có tỷ lệ học sinh đạt giải lên đến 97% và tỷ lệ giải nhất, nhì là 65-70%. Nhiều năm liền Nguyễn Khuyến duy trì tỉ lệ 100% học sinh tốt nghiệp trung học cơ sở và thi đậu vào các trường công lập, trong đó hơn một nửa số học sinh trúng tuyển Trường chuyên Lê Quý Đôn, và nhiều học sinh từng là thủ khoa kỳ thi vào lớp 10. Ngoài ra, học sinh Nguyễn Khuyến còn đạt được nhiều thành tích tại các cuộc thi cấp thành phố như Tin học trẻ không chuyên, hay cấp quốc gia như Giải toán trên máy tính cầm tay, Olympic Toán tuổi thơ, Tin học trẻ toàn quốc. Trong hai năm liên tiếp 2011 và 2012, trường Nguyễn Khuyến đều có học sinh đoạt giải Olympic Toán học châu Á - Thái Bình Dương vòng 1 và lọt vào Vòng chung kết tại Singapore.

## Lãnh đạo qua các thời kỳ

### Hiệu trưởng
- 1994 – 2004: thầy Đỗ Văn Tây.
- 2004 – 2010: cô Lê Thị Huệ.
- 2010 – 2018: cô Hồ Thị Thu Thanh.[65]
- 2018 – 2020: thầy Nguyễn Thành Lễ.[66]
- 2020 – nay: cô Trần Thị Kim Vân, nguyên Hiệu trưởng trường Trung học phổ thông Tôn Thất Tùng.[67]

### Phó Hiệu trưởng
- 1999 – 2006: cô Nguyễn Thị Phú, nhà thơ, Hội viên Hội nhà văn thành phố Đà Nẵng, Phó Trưởng phòng Giáo dục và Đào tạo quận Hải Châu.[68]
- 1994 – 1999: thầy Trang Thanh.[69][70]
- 1999 – 2018: thầy Phạm Tín Dũng.[71][72]
- 2012 – nay: thầy Ngô Văn Nuôi.[73]
- 2018 – nay: thầy Nguyễn Văn Lộc, nguyên Phó Hiệu trưởng trường Trung học phổ thông Phạm Phú Thứ.[74]

### Công đoàn
| Nhiệm kỳ    | Chủ tịch         | Phó Chủ tịch  |
| ----------- | ---------------- | ------------- |
| 1994 – 2002 | Nguyễn Trọng Khá | Trương Cừ     |
| 2002 – 2006 | Trương Cừ        | Ngô Phú Thành |
| 2006 – 2010 | Ngô Phú Thành    | Ngô Văn Nuôi  |
| 2010 – 2012 | Ngô Văn Nuôi     | Lê Thị Thu Hà |
| 2012 – 2014 | Lê Thị Thu Hà    | Ngô Phú Thành |

## Cá nhân tiêu biểu

### Giáo viên
- Thầy Nguyễn Cao Triết, được phong tặng danh hiệu Nhà giáo Ưu tú.[75]
- Cô Tôn Nữ Bích Vân, được phong tặng danh hiệu Nhà giáo Ưu tú.[76]
- Thầy Hoàng Hào, được trao tặng Giải thưởng Võ Trường Toản năm 2016,[77] bằng khen của Thủ tướng chính phủ năm 2018[78] và phong tặng danh hiệu Nhà giáo Ưu tú năm 2022.[79]
- Thầy Trần Văn Quang, được trao tặng giải thưởng Nhà giáo Đà Nẵng tiêu biểu.[80][81]

### Học sinh
Năm 2002, nữ sinh lớp 9 Võ Thị Thu Thảo đã giành được giải 3 cấp thành phố trong kỳ thi Viết thư quốc tế UPU lần thứ 31. Một năm sau, Thảo tiếp tục được trao giải nhất cấp quốc gia của cuộc thi này. Năm 2007, một học sinh trường Nguyễn Khuyến là Trương Ý Tịnh Thư đã được trao giải 3 tại cuộc thi Sáng tạo thanh, thiếu niên, nhi đồng toàn quốc lần thứ 3 nhờ phần mềm "An toàn giao thông". Năm 2010, một học sinh khác là Đặng Ngọc Uyên Khanh đã đoạt giải nhất cuộc thi hùng biện tiếng Anh Cambridge 2010 dành cho học sinh trung học cơ sở.
Năm 2012, trong tổng số 10 học sinh đoạt giải và được tham dự vòng chung kết kỳ thi Olympic Toán châu Á - Thái Bình Dương có một học sinh Nguyễn Khuyến là Phạm Tuấn Kiệt. Không chỉ đạt được giải Bạch Kim toàn quốc tại Toán Châu Á - Thái Bình Dương, Kiệt còn là thủ khoa kỳ thi Anh văn thiếu nhi Quốc tế cấp độ Starters do Đại học Cambridge tổ chức, đạt được Huy chương Vàng cuộc thi toán Quốc gia năm 2013-2014, Huy chương vàng kỳ thi Toán Tuổi thơ, và nhiều giải thưởng khác. Năm 2015, đã có ba học sinh Nguyễn Khuyến trở thành quán quân tuần của chương trình Chinh phục - Vietnam's Brainiest Kid là Lưu Trương Vĩnh Trân, Nguyễn Hữu Quang Nhật và Trần Đăng Thụy. Điều này đã giúp trường Nguyễn Khuyến nhận được "Quỹ thư viện vì tầm vóc Việt". Bên cạnh đó, Lưu Trương Vĩnh Trân cũng còn giành giải nhất cuộc thi về môi trường "Lá thư từ năm 2050" được tổ chức vào năm 2014 và nhiều cuộc thi khác.
Tháng 11 năm 2016, ba học sinh của trường là Võ Ngọc Đức Thịnh, Huỳnh Trung Đức và Dương Nguyễn Ánh Hằng đã gây chú ý sau khi đạt giải ba tại Giải Sáng tạo Khoa học – công nghệ Việt Nam 2016 với phần mềm học lịch sử "Trang sử Việt – Theo dòng lịch sử". Đây là phần mềm dạng trang web, trình bày tóm lược các sự kiện, nhân vật lịch sử theo trục thời gian, với kiến thức được tổng hợp từ Việt Nam sử lược và Đại Việt sử ký toàn thư. Đây cũng được xem là một trong những phần mềm sáng tạo được vào chung kết có tính thực tiễn cao trong Hội thi Tin học trẻ toàn quốc cùng năm. Cũng trong năm 2016, một nam sinh lớp 9 là Bùi Anh Tài đã trở thành một "hiện tượng" trên các trang mạng xã hội sau khi một video về "thả thính" được chia sẻ rộng rãi.
Năm 2016, Trịnh Nguyễn Hồng Minh trở thành quán quân của Giọng hát Việt nhí mùa 3. Minh không chỉ là Liên đội trưởng của Nguyễn Khuyến, mà còn là 1 trong 20 công dân tiêu biểu của thành phố Đà Nẵng năm 2017. Đến năm 2019, Hồng Minh là đại sứ dự án Hành trình kết nối yêu thương của Quỹ Bảo vệ trẻ em Việt Nam. Ngoài ra, Minh còn đạt được nhiều giải thưởng tin học cấp thành phố, được Thứ trưởng Bộ Giáo dục và Đào tạo trao tặng bằng khen, 2 lần đại diện thiếu nhi Việt Nam tham gia Liên hoan Thiếu nhi quốc tế, là đại biểu dự Đại hội Thi đua yêu nước toàn quốc 2020 và đạt được Giải thưởng Kim Đồng năm học 2019–2020.

## Sự việc liên quan

### Giấy chứng nhận học sinh tiên tiến
Ngày 23 tháng 5 năm 2019, trên mạng xã hội của Quản lý Đô thị Đà Nẵng xuất hiện một bài đăng phản ánh trường Nguyễn Khuyến phát giấy chứng nhận cuối năm học cho học sinh bằng mẫu giấy sơ sài. Đi kèm bài đăng là hình ảnh giấy chứng nhận học sinh tiên tiến của một học sinh lớp 11 được in bằng mực đen trên giấy trắng mỏng kèm chữ ký và dấu mộc đỏ của hiệu phó nhà trường. Sau khi hình ảnh xuất hiện, đã có nhiều ý kiến cho rằng tờ giấy chứng nhận này không khác gì "một tờ quảng cáo, rao vặt". Sau khi báo VietNamNet liên hệ với nhà trường, hiệu trưởng là thầy Nguyễn Thành Lễ đã thừa nhận sự thiếu sót trong việc in giấy chứng nhận học sinh tiên tiến. Thầy cho biết, giấy khen học sinh giỏi sẽ được in màu và ép plastic; đồng thời không thừa nhận việc phân biệt đối xử giữa học sinh giỏi và học sinh tiên tiến, chỉ là có sự thiếu sót trong việc in giấy xác nhận.

### Hiệu trưởng bị khủng bố tinh thần
Ngày 4 tháng 10 năm 2022, hiệu trưởng và ban lãnh đạo nhà trường liên tục bị số điện thoại lạ gọi đến làm phiền và quấy rối. Đến chiều cùng ngày thì trên mạng xã hội xuất hiện thông tin một bảo vệ của trường Nguyễn Khuyến lợi dụng lòng tin để vay số tiền lớn nhưng không trả, đồng thời cho rằng hiệu trưởng nhà trường có hành vi bao che cho nhân viên. Kèm theo bài viết này là thông tin đầy đủ của hiệu trưởng và phó hiệu trưởng nhà trường. Sang ngày 5, tiếp tục có thông tin bịa đặt xoay quanh đời tư của cô Vân và nhân viên bảo vệ này. Thông tin xấu lan nhanh trên các trang mạng đã gây ảnh hưởng lớn đến uy tín nhà trường cũng như việc học tập của học sinh.
Ngày 14, hiệu trưởng nhà trường là cô giáo Trần Thị Kim Vân cho biết đã đại diện ban giám hiệu làm đơn trình báo lên công an quận và Phòng An ninh mạng và phòng, chống tội phạm sử dụng công nghệ cao của công an thành phố về tình trạng bị "khủng bố". Sau khi xác nhận việc vay tín dụng lãi suất cao, trường Nguyễn Khuyến đã quyết định chấm dứt hợp đồng với nhân viên bảo vệ trên từ ngày 6 tháng 11.

## Khen thưởng
- Huân chương Lao động hạng 3.[5]
- Bằng khen Trường tiên tiến xuất sắc của Bộ Giáo dục và Đào tạo (2002, 2008).[111]
- Bằng khen của Thủ tướng Chính phủ (2002).[112]
- Bằng khen của Công đoàn Giáo dục Việt Nam (2005).
- Bằng khen của Bộ trưởng Bộ Giáo dục và Đào tạo (2020).[113]